# Ensayo sobre el catolicismo, el liberalismo y el socialismo
Ensayo sobre el catolicismo, el liberalismo y el socialismo (1851) es la obra cumbre del filósofo conservador español Juan Donoso Cortés. Esta obra fue escrita a instancia de Louis Veuillot, amigo de Donoso Cortés. Es una obra de filosofía política y es una apología del dogma católico. La obra afirma la grandeza de la civilización europea cristiana basada en la Divina Providencia y el acatamiento a la doctrina de la Iglesia.
Íntimamente ligado a obras como La ciudad de Dios de San Agustín y Discurso sobre la Historia Universal de Bossuet, el Ensayo sobre el catolicismo, el liberalismo y el socialismo afirma la acción de la Divina Providencia en la historia universal y proclama la doctrina católica como el elemento civilizador supremo de la sociedad humana.
Este Ensayo es uno de los escritos de filosofía política más importantes del siglo XIX, y fue muy bien recibido por los movimientos católicos contrarrevolucionarios de la época. El ensayo tuvo mayor impacto, a nivel general, fuera de España que dentro, debido a la división interna y política que existía dentro de las fuerzas católicas contrarrevolucionarias de la época.
La síntesis del Ensayo puede resumirse así:

“El catolicismo es un sistema de civilización completo; tan completo, que en su inmensidad lo abarca todo: la ciencia de Dios, la ciencia del ángel, la ciencia del universo, la ciencia del hombre… Sólo al mundo católico le ha sido dado ofrecer un espectáculo en la tierra reservado antes a los ángeles del cielo: el espectáculo de la ciencia derribada por la humildad ante el acatamiento divino… Por el catolicismo entró el orden en el hombre, y por el hombre en las sociedades humanas. El mundo moral encontró en el día de la redención las leyes que había perdido en el día de la prevaricación y del pecado. El dogma católico fue el criterio de las ciencias, la moral católica el criterio de las acciones, y la caridad el criterio de los afectos. La conciencia humana, salida de su estado caótico, vio claro en las tinieblas interiores, como en las tinieblas exteriores, y conoció la bienaventuranza de la paz perdida, a la luz de esos tres divinos criterios.

El orden pasó del mundo religioso al mundo moral, y del mundo moral al mundo político. El Dios católico, criador y sustentador de todas las cosas, las sujetó al gobierno de su providencia, y las gobernó por sus vicarios...
Bajo su imperio fecundísimo han florecido las ciencias, se han purificado las costumbres, se han perfeccionado las leyes y han crecido con rica y espontánea vegetación todas las grandes instituciones domésticas, políticas y sociales. Ella no ha tenido anatemas sino para los hombres impíos, para los pueblos rebeldes y para los reyes tiranos. Ha defendido la libertad, contra los reyes que aspiraron a convertir la autoridad en tiranía; y la autoridad, contra los pueblos que aspiraron a una emancipación absoluta; y contra todos, los derechos de Dios y la inviolabilidad de sus santos mandamientos...

Las escuelas socialistas, hecha abstracción de las bárbaras muchedumbres que las siguen, y consideradas en sus doctores y maestros, sacan grandes ventajas a la escuela liberal, cabalmente porque se van derechas a todos los grandes problemas y a todas las grandes cuestiones y porque proponen siempre una resolución perentoria y decisiva. El socialismo no es fuerte sino porque es una teología satánica. Las escuelas socialistas, por lo que tienen de teológicas, prevalecerán sobre la liberal por lo que ésta tiene de anti teológica y de escéptica, y por lo que tienen de satánicas, sucumbirán ante la escuela católica, que es a un mismo tiempo teológica y divina. Sus instintos deben estar de acuerdo con nuestras afirmaciones, si se considera que guardan para el catolicismo sus odios, mientras que para el liberalismo no tienen sino desdenes…”.
Juan Donoso Cortés